# (1239) Queteleta
(1239) Queteleta ist ein Asteroid des Hauptgürtels, der am 4. Februar 1932 vom belgischen Astronomen Eugène Joseph Delporte am Observatoire royal de Belgique (IAU-Code 012) in Ukkel entdeckt wurde.
Der Asteroid ist benannt nach dem belgischen Mathematiker und Astronomen Lambert Adolphe Jacques Quételet, dem ersten Direktor des Königlichen Observatoriums in Brüssel.